# Żabojady
Żabojady (niem. Szabojeden, 1936–1938 Schabojeden, 1938–1945 Sprindberg) – wieś w Polsce położona w województwie warmińsko-mazurskim, w powiecie gołdapskim, w gminie Dubeninki. Zlokalizowana na południowym skraju Puszczy Rominckiej.
W latach 1975–1998 miejscowość administracyjnie należała do województwa suwalskiego.
Podczas akcji germanizacyjnej nazw miejscowych i fizjograficznych historyczna nazwa niemiecka Szabojeden została w 1936 r. zastąpiona przez administrację nazistowską formą Schabojeden, a ta z kolei w 1938 r. sztuczną formą Sprindberg.
We wsi znajdują się dwa zabytkowe cmentarze ewangelickie (nr ew. NID A-2844 i A-2851).